# Otón IV de Brunswick-Grubenhagen
Otón IV de Brunswick-Grubenhagen u Otón de Tarento (1319 o 1320, Foggia - 1399) de la Casa de Welfen, duque de Brunswick-Grubenhagen y después de su matrimonio con Juana I de Nápoles en 1376, príncipe de Tarento y conde de Acerra.

## Vida
Otón era el hijo mayor de Enrique II de Brunswick-Luneburgo, llamado Enrique de Grecia y su primera esposa Jutta de Brandeburgo. Enrique de Grecia fue el tercer hijo de Enrique el Maravilloso, fundador del Principado de Grubenhagen. Debido a las numerosas divisiones de la casa de Welfen, el propio Otón no recibió la herencia suficiente, por lo que se mudó, como su padre, al extranjero.
En el servicio del marqués Juan II de Montferrato participó en 1339 en la lucha por Asti. En 1352 renunció a la Orden Teutónica y al servicio del rey Juan II de Francia. En este momento se casó, probablemente a través de la mediación del rey, con Violante de Vilaragut, hija de Berenguer de Vilaragut, viuda de Jaime III de Mallorca. Adquirió una fortuna considerable y fue considerado el miembro más rico de la casa. Poco después volvió a Italia. Allí se convirtió en el guardián de los tres hijos de Juan II de Monferrato. En 1354 participó en la coronación de Carlos IV en Roma.
Después de la muerte de su primera esposa, era comandante en varias campañas en Italia, en alta estima por el papa Gregorio XI. Recomendó como marido a la reina viuda María de Armenia. Sin embargo, este plan no funcionó. Otón se casó en 1376 con la reina Juana I de Nápoles. Aunque no obtuvo el título de rey, recibió el Principado de Tarento, el condado de Acerra y algunos castillos en la Provenza.
En el Reino de Nápoles se produjeron, después de la muerte de Gregorio XI, enfrentamientos entre su sucesor Urbano VI y el antipapa Clemente VII. Otón y Juana se convirtieron en partidarios de Clemente y lo aceptaron en Nápoles. Más tarde, Clemente, que fue apoyado por Francia, por lo que escapó a Aviñón. Debido a su apoyo a Clemente, Juana fue amenazada por Urbano con la deposición y la cruzada. Urbano transfirió el Reino de Nápoles a Carlos de Durazzo y lo coronó en 1380 en Roma. Carlos logró ocupar Nápoles en 1381 y encerrar a Juana. Aunque Otón intentó, con su hermano Baltasar, rescatarla, falló y también estuvo con su hermano en cautiverio. Juana, quien no quiso renunciar a sus derechos, fue estrangulada en 1382, antes de que Luis de Anjou, a quien le había transferido su herencia, pudiera correr en su ayuda con su ejército.
Otón fue liberado en 1384. Se fue a Aviñón después de una estancia en Sicilia, donde asumió el mando del ejército de su heredero, Luis II de Nápoles. Con este ejército, ganó el verano de 1387, el Reino de Nápoles para Luis II de Anjou. Sin embargo, como no fue nombrado por el antipapa Clemente VII como Capitán General del reino, en contra de sus expectativas, salió al servicio de los oponentes, Ladislao de Durazzo. Intentó en vano retomar Nápoles para esta causa. En 1392 fue encarcelado y tuvo que mudarse al Condado de Acerra. Los últimos años de su vida los pasó en el Principado de Tarento y murió el 13 de mayo del año 1399 en Foggia, donde también está enterrado.
- Datos: Q602408